# Hiliabolata
Hiliabolata is een bestuurslaag in het regentschap Nias Selatan van de provincie Noord-Sumatra, Indonesië. Hiliabolata telt 703 inwoners (volkstelling 2010).